# Tangente (geometria)

Due rette tangenti a una circonferenza.

La retta tangente assume vari significati nella geometria analitica.
La parola tangente viene dal verbo latino tangere, ovvero toccare. L'idea intuitiva di una retta tangente a una curva è quella di una retta che "tocca" la curva senza "tagliarla" o "secarla" (immaginando la curva come se fosse un oggetto fisico non penetrabile). Una retta che attraversa la curva "tagliandola" è invece chiamata secante.
Data inoltre una secante che passa per due punti distinti {\displaystyle P} e {\displaystyle Q} di una curva, si può pensare la tangente in {\displaystyle P} come la retta cui tende (eventualmente) la secante quando il punto {\displaystyle Q} si avvicina a {\displaystyle P} lungo la curva. Si ha un ulteriore modo di vedere il concetto di tangenza pensando che la tangente in un punto {\displaystyle P} a una curva {\displaystyle \gamma } è la retta che approssima meglio {\displaystyle \gamma } "vicino" {\displaystyle P.}
Anche da queste definizioni informali ci si rende conto che possono esistere casi in cui la retta tangente non è definita. Ad esempio, se la curva è costituita dal perimetro di un triangolo e P è un vertice, nessuna delle due definizioni precedenti corrisponde univocamente a una retta passante per {\displaystyle P.}
Nell'ambito della geometria sintetica si possono dare definizioni rigorose alternative di retta tangente a curve specifiche che funzionano solo per tali curve. Ad esempio la tangente ad una circonferenza di centro {\displaystyle O} e raggio {\displaystyle r} in un suo punto {\displaystyle P} può essere definita come la retta passante per {\displaystyle P} e avente distanza {\displaystyle r} da {\displaystyle O,} o come l'unica retta del piano avente in comune con la circonferenza il solo punto {\displaystyle P.}
In una geometria a più dimensioni, si può definire il piano tangente ad una superficie in modo simile e, generalizzando, lo spazio tangente. Per definire la tangente nel caso di una curva generica in genere si ricorre agli strumenti del calcolo infinitesimale.

## Calcolo infinitesimale

Tangente di in.

La tangente è la posizione limite delle rette secanti all'avvicinarsi del secondo punto di intersezione al primo.

Posto che una curva sia il grafico di una funzione {\displaystyle y=f(x)} e che siamo interessati al suo punto {\displaystyle (x_{0},y_{0}),} dove {\displaystyle y_{0}=f(x_{0}),} si dice che la curva ha una tangente non verticale nel punto {\displaystyle (x_{0},y_{0})} se e solo se la funzione è derivabile in {\displaystyle x_{0}.} In questo caso il coefficiente angolare della tangente è dato da {\displaystyle f'(x_{0}).}
L'equazione della tangente alla curva nel punto {\displaystyle (x_{0},y_{0})} è data dalla formula:
{\displaystyle y-y_{0}=f'(x_{0})(x-x_{0}).}
La stessa formula può essere scritta nella seguente notazione, dove la variabile m rappresenta il coefficiente angolare della funzione.
{\displaystyle y-y_{0}=m(x-x_{0}).}
Se la tangente tocca la curva in un punto e la derivata seconda della funzione nel punto è nulla, mentre non lo è la derivata terza, la tangente è una tangente d'inflessione, ossia una tangente in un punto di flesso della funzione. Esiste in questo caso un intorno finito del punto di tangenza nel quale la curva attraversa la tangente e permane ai due lati opposti della stessa. Ciò avviene anche quando tutte le derivate sono nulle fino a una derivata dispari non nulla.